# 年少無知

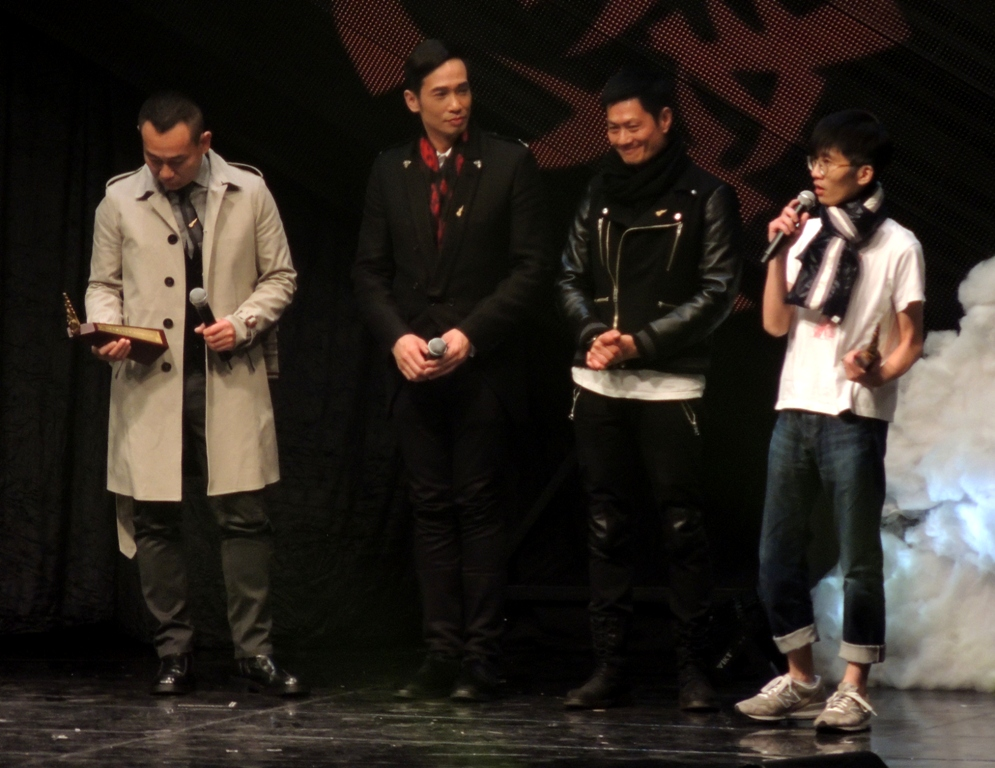
主唱《年少無知》的林保怡、陳豪、黃德斌，以及填詞人林若寧在2012年度叱咤樂壇流行榜頒獎典禮分享獲獎感受。

《年少無知》是無綫電視劇《天與地》的片尾曲，由黃貫中作曲及監製、林若寧填詞、林保怡、陳豪及黃德斌（3人合組樂隊Sober Band）主唱、黃貫中及劉志遠編曲。此歌曲和劇集內容一樣，在香港社會引起廣泛迴響，隨後亦成為香港部份社會運動的主題曲之一。由於歌曲大受歡迎，《年少無知》以大熱門姿態橫掃多個2012年度香港樂壇頒獎禮的大獎殊榮，作曲的黃貫中隨後亦翻唱此曲。

## 劇中用途
在《天與地》中，《年少無知》是劇中角色許家明所作的樂章，主角鄭振軒（黃德斌飾）在第4集憶起，並和另外兩位主角劉俊雄（林保怡飾）、宋以朗（陳豪飾）在第28集揮紅油填詞，3位男主角更於第29集（大結局）的搖滾音樂會演唱此曲。

## 社會迴響
此曲反映社會現實──縱使多麼不甘心，人要向現實低頭、妥協，作出無數次殘酷的抉擇，而舊有的價值觀亦被唾棄，藉此抒發對人生的無奈——命運不能選擇。由於此曲反映現實，又發人深省，故大受好評。香港填詞人黃志華則在專欄中指「歌词每一段开始处都艳羡青春年少的岁月」、「这首词像是浑然天成，不曾怎样刻意经营，却有一股动人的力量」。廣東的《時代周刊》評此曲是一首社會意識的流行曲，「追寻摇滚的余韵，缅怀剧中那场不可能的摇滚音乐会里对爱与自由倾城的坚持」，《羊城晚報》更評此曲為2011年7首值得一聽的好歌之一。
可是，此曲被無綫電視冷待，雖然在《勁歌金曲》的「勁歌金榜」破例上榜1次，排名第5位，但是在2011年及2012年的十大勁歌金曲頒獎典禮，完全不獲提名。
2012年9月7日，由學民思潮、民間反對國民教育科大聯盟等主辦的「埋單計數，撤回課程，佔領政總」行動中有12萬人（警方表示有36000人）參與。劇集《天與地》中飾演少年「鼓佬」劉俊雄的演員羅鈞滿及少年「黑仔」宋以朗的楊潮凱當晚出席支持，並帶領全場12萬人高唱《年少無知》。年末之無綫電視《2012香港大事回顧》中更以於公民廣場演唱的其中一個版本作為片尾曲。
同年12月，此曲所屬劇集《天與地》獲全民投票選為萬千星輝頒獎典禮2012「最佳劇集」，此曲隨即再度於網上熱播，更以大熱門姿態奪得2012年度叱咤樂壇流行榜頒獎典禮「叱咤樂壇我最喜愛的歌曲大獎」及「WeChat Chit Chat 樂壇最熱選歌曲」。「叱咤樂壇我最喜愛的歌曲大獎」有兩輪投票，第1輪投票在網上進行，全民投票決定最後5強，第2輪投票在頒獎典禮即場進行，現場觀眾一人一票選出。此曲得票大幅拋離其他歌曲，以總計3404票奪得此獎項。此後，《年少無知》亦成為第35屆十大中文金曲頒獎音樂會「十大金曲獎」之一。
2020年起，该歌曲在中国大陆地区全面下架。

## 排行榜
| 派台歌曲成績             | 派台歌曲成績                 | 派台歌曲成績               | 派台歌曲成績 | 派台歌曲成績 | 派台歌曲成績 | 派台歌曲成績 |
| 唱片                     | 版本                         | 上榜年                     | 叱咤903      | RTHK         | 新城997      | TVB勁歌金榜  |
| ------------------------ | ---------------------------- | -------------------------- | ------------ | ------------ | ------------ | ------------ |
| 《Love TV情歌精選3》     | 林保怡、陳豪、黃德斌主唱版本 | 2011年－2012年（跨年上榜） | 6            | 3            | 2            | 5            |
| 《Paul Wong Collection》 | 黃貫中翻唱版本               | 2012年                     | 8            | -            | 2            | -            |

## 獎項
- 林保怡、陳豪、黃德斌主唱版本
  - Sina Music樂壇民意指數頒獎禮：Sina Music電視歌曲大獎
  - 2012 CASH金帆音樂獎：最佳合唱演繹獎 [5]
  - 2012年度叱咤樂壇流行榜頒獎典禮：
    - 叱咤樂壇我最喜愛的歌曲大獎（第2輪投票：總得票3404票）
    - WeChat Chit Chat 樂壇最熱選歌曲

  - 第35屆十大中文金曲頒獎典禮：十大金曲獎[6]
- 黃貫中翻唱版本
  - YAHOO!搜尋人氣大獎2012：年度搜尋人氣歌曲
  - 2012年度新城勁爆頒獎禮：新城勁爆我最欣賞歌曲
- 2013年DBC數碼電台「永不放棄最正氣大獎」